# Gladys Yang

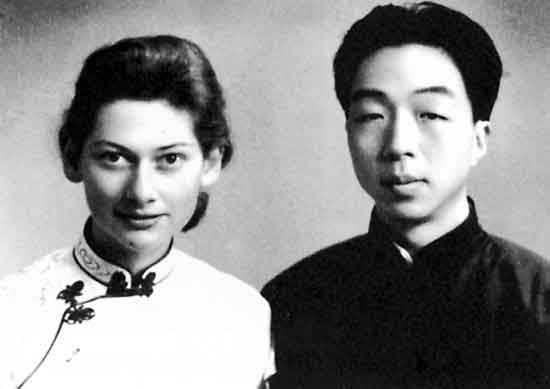
Trouwfoto van Gladys Yang en haar man Yang Xianyi

Gladys Yang (Chinese naam 戴乃迭 Dài Nǎidié, Beijing, 19 januari 1919 – aldaar, 18 november 1999) was een Brits vertaler van Chinese literatuur. Ze werkte veel samen met haar man, vertaler Yang Xianyi.
Ze werd in 1919 als Gladys Margaret Tayler geboren in Beijing, waar haar vader werkte als missionaris. Omdat China verwikkeld was in een burgeroorlog, vonden haar ouders het te gevaarlijk voor hun jonge kinderen en werden Gladys, haar broers en haar zus naar kostscholen in Engeland gestuurd. Gladys was van jongs af aan geïnteresseerd in de Chinese cultuur, en werd in 1940 de eerste student Chinees aan de Universiteit van Oxford. Het was ook aan deze universiteit dat ze haar latere man Yang Xianyi ontmoette.
In 1940 vertrok het echtpaar naar Chongqing, toen de hoofdstad van Nationalistisch China. In de jaren '50 werkten ze in Beijing als vertalers Chinees-Engels bij staatsuitgeverij Foreign Languages Press. Samen vertaalden de Yangs een grote hoeveelheid uiteenlopende titels, van werken van Lu Xun tot de Droom van de Rode Kamer.
Tijdens de Culturele Revolutie werden Gladys Yang en Yang Xianyi jarenlang gescheiden van elkaar opgesloten. Hun drie kinderen werden tewerkgesteld in fabrieken en op het platteland. Hun zoon liep door zijn ervaringen in deze periode een psychiatrische aandoening op, en pleegde in 1979 zelfmoord in Engeland. Gladys Yang werd in 1972 vrijgelaten, een paar dagen na haar man. In de jaren '80 vertaalde het echtpaar veel werken van nieuwe Chinese schrijvers, en Gladys vertaalde bovendien literatuur van vrouwen. Ze spraken zich krachtig uit tegen het neerslaan van de studentenprotesten op het Plein van de Hemelse Vrede in 1989.
Gladys Yang overleed in 1999 in Beijing.
- Bibsys: 90532338
- Biblioteca Nacional de Chile: 000438069
- Biblioteca Nacional de España: XX1241997
- Bibliothèque nationale de France: cb12021017t (data)
- CiNii: DA04695607
- Gemeinsame Normdatei: 172468809
- International Standard Name Identifier: 0000 0001 1598 2527
- Library of Congress Control Number: n82096088
- Nationale Bibliotheek van Letland: 000168871
- MusicBrainz: 83edd10b-5da6-48c2-8f7f-71b4366e5ad6
- Nationale Bibliotheek van Tsjechië: jn20020722384
- Nationale Bibliotheek van Israël: 987007269906305171
- Nederlandse Thesaurus van Auteursnamen: 067713718
- Réseau des bibliothèques de Suisse occidentale: 02-A003990923
- SNAC: w64w2dvz
- Système universitaire de documentation: 02835852X
- Virtual International Authority File: 14782541
- WorldCat: E39PBJmHD898BBJjQc7k3j63Qq